# Indskreven cirkel
 Der er for få eller ingen kildehenvisninger i denne artikel, hvilket er et problem. Du kan hjælpe ved at angive troværdige kilder til de påstande, som fremføres i artiklen.

En indskreven cirkel er som oftest en cirkel i en trekant, hvis sider alle tangerer cirkelperiferien. Cirklens centrum befinder sig, hvor trekantens tre vinkelhalveringslinjer skærer hinanden. 
Er skæringspunktet ( S1 ; S2 ) først bestemt, er cirklens parametriske ligning givet ved: 
{\displaystyle \left(S_{1}+R\cos t,S_{2}+R\sin t\right),R={\frac {c\cdot b\cdot \sin \left(A\right)}{a+b+c}}}, 
mens dens kartesiske ligning kan skrives på formen: 
{\displaystyle \left(x-S_{1}\right)^{2}+\left(y-S_{2}\right)^{2}=R^{2}}. 
Bemærk, at radius ( R ) er lig med det dobbelte trekantsareal, divideret med trekantens omkreds. 
Vedrørende trekantsarealet, se beviset for den såkaldte sinusrelation. 